# 鳥母

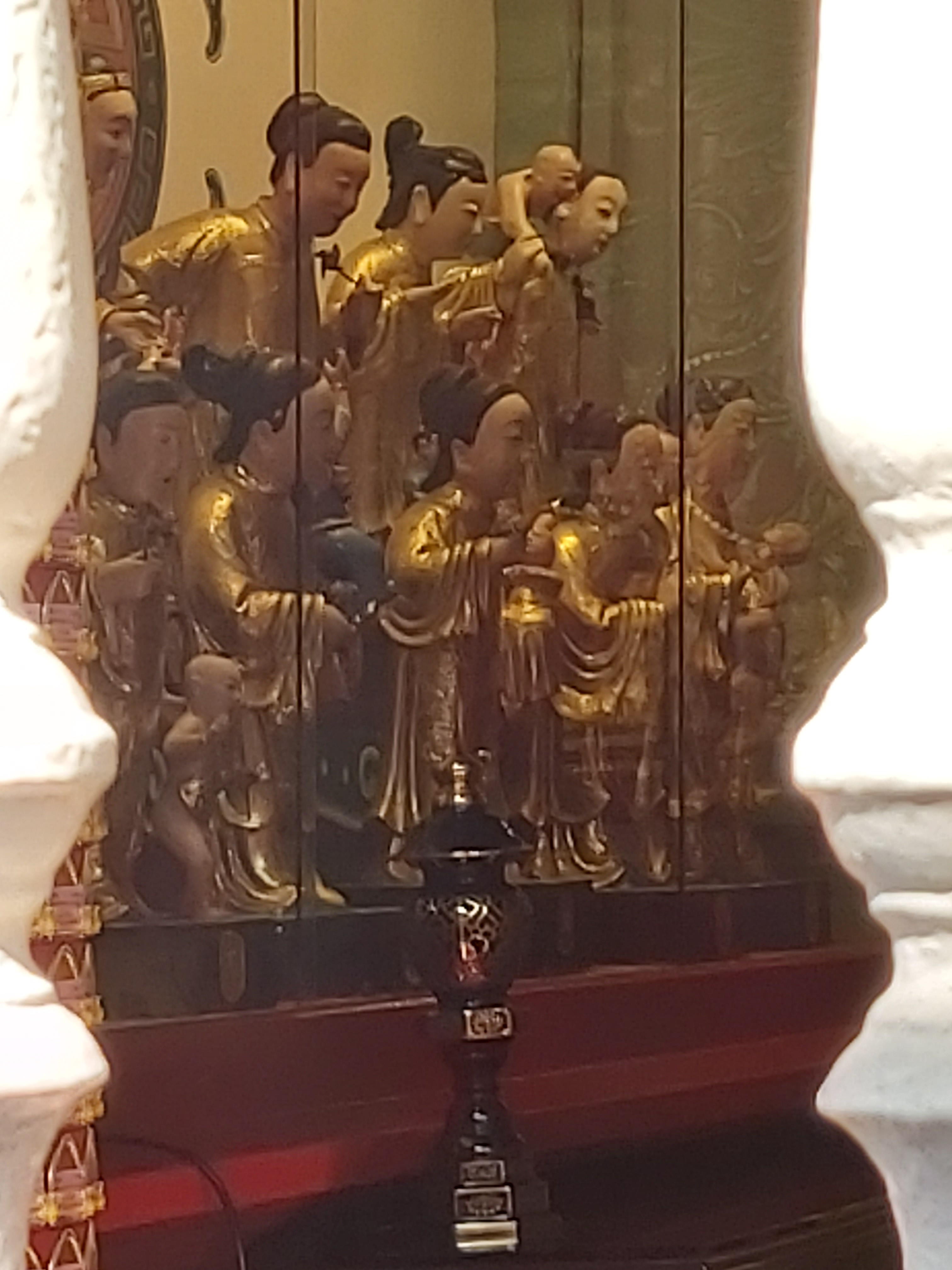
艋舺龍山寺後殿供奉之十二婆者（婆姐）神像

鳥母，為中國民間信仰的孩童守護神。

## 由來
古代中國認為燕子是送子神，便擬人作鳥母，認為可照顧小孩長至十六歲，而與床母、七娘媽類似。